# Církevní kánon
Církevní kánon (rusky церковный кано́н, z řeckého κανών - pravidlo, norma) je v Pravoslavné církvi církevní nařízení apoštolů, světových, některých místních společenství a církevních otců, týkající se církevního uspořádání a pravidel. Je třeba rozlišovat jej od dogmatických ustanovení (orosů).
Kniha pravidel (nomokánon) obsahuje kánony, přijaté Ruskou pravoslavnou církví od Konstantinopolské pravoslavné církve.
Základní kanonický soupis pravoslavné církve je obsažen ve sborníku s názvem Kniha pravidel (její celý název zní:  Kniha pravidel svatých apoštolů, svatých shromáždění světových i místních, a svatých otců). Ta byla vydána Svatým synodem roku 1839 v ruském překladu, poněkud stylizovaném do církevní slovanštiny.